# Red Lodge
Pour l’article homonyme, voir Red Lodge (Suffolk).
La ville de Red Lodge est le siège du comté de Carbon, situé dans l’État du Montana, aux États-Unis. Sa population s’élevait à 2 125 habitants lors du recensement de 2010, estimée à 2 286 habitants en 2017.